# Jérôme Pauwels
Pour les articles homonymes, voir Pauwels.
Jérôme Pauwels est un acteur, directeur artistique et adaptateur français.

## Biographie
Très actif dans le doublage, il est notamment la voix française régulière de Woody Harrelson, Jeremy Renner, Seann William Scott, Jon Bernthal et Justin Theroux, Jason Lee, David Wenham, Paul Bettany, Patrick Wilson, Steve Zahn, Jorge Garcia ou encore Ryan Hurst.
Habitué des productions DC Comics, il double Harvey Dent / Double-Face (notamment dans les jeux Batman: Arkham) et Shazam dans certains films et la plupart des séries d'animation dans lesquelles ils apparaissent.
Il participe aux œuvres DC Comics et double de nombreux personnages au sein de l’animation et du jeu vidéo, dont Scarabée dans le film Kubo et l'Armure magique, Eddy Raja dans le jeu Uncharted: Drake's Fortune, Zeke « Jedidiah » Dunbar dans les jeux Infamous et Infamous 2, Tommy dans les jeux The Last of Us, ou encore la Science Rapetou et Jim Starling/Myster Mask dans le reboot de La Bande à Picsou.

## Filmographie

### Cinéma
- 2011 : Intouchables d'Éric Toledano et Olivier Nakache : le premier voisin mal garé, surnommé « Patrick Juvet » par Driss
- 2021 : The Police de Léo Faure : le brigadier-chef (court métrage)
- 2022 : Simone, le voyage du siècle d'Olivier Dahan : un milicien

### Télévision

#### Séries télévisées
- 2011 : Rani, mini-série d'Arnaud Sélignac : le ministre de la police (voix)
- 2017 : Petits secrets en famille, épisode Famille Jaullin de David Ferrier : Michel Taupier
- 2020 : Candice Renoir, épisode Il n'y a pas de grenouille qui ne trouve son crapaud, partie 1 de Pascal Lahmani : Maxime Gardelle
- 2021 : Crimes parfaits, épisode Ivresse des profondeurs de David Ferrier : Tony

#### Téléréalité
- 2004 : Gloire et Fortune : La Grande Imposture : Karl « l'Ordure »

## Doublage
Note : Les années inscrites en italique correspondent aux sorties initiales des films dont Jérôme Pauwels a assuré le redoublage ou le doublage tardif.

### Cinéma

#### Films
- Woody Harrelson dans (27 films) :
  - Sept vies (2008) : Ezra Turner
  - 2012 (2009) : Charlie Frost
  - Defendor (2010) : Arthur Poppington / Defendor
  - Bunraku (2010) : le barman
  - Sexe entre amis (2011) : Tommy
  - Rampart (2011) : Dave Brown[n 1]
  - Hunger Games (2012) : Haymitch Abernathy
  - Insaisissables (2013) : Merritt McKinney
  - Hunger Games : L'Embrasement (2013) : Haymitch Abernathy
  - Les Brasiers de la colère (2014) : Curtis DeGroat
  - Hunger Games : La Révolte, partie 1 (2014) : Haymitch Abernathy
  - Hunger Games : La Révolte, partie 2 (2015) : Haymitch Abernathy
  - Triple 9 (2016) : inspecteur Jeffrey Allen
  - Insaisissables 2 (2016) : Merritt McKinney / Chase McKinney
  - Wilson (2017) : Wilson[n 2]
  - La Planète des singes : Suprématie (2017) : le colonel McCullough
  - Le Château de verre (2017) : Rex Walls
  - Three Billboards : Les Panneaux de la vengeance (2018) : shérif Bill Willoughby
  - Venom (2018) : Cletus Kasady / Carnage (caméo, scène post-générique)
  - The Highwaymen (2019) : Maney Gault
  - Midway (2019) : l'amiral Chester Nimitz
  - Kate (2021) : Varrick « V »
  - Venom: Let There Be Carnage (2021) : Cletus Kasady / Carnage
  - The Man from Toronto (2022) : Randy, alias « the Man from Toronto »
  - Champions (2023) : Marcus
  - To the Moon (2024) : Moe Berkus
  - The Electric State (2025) : Mr Peanut (voix)
- Jeremy Renner dans (19 films) :
  - L'Affaire Josey Aimes (2005) : Bobby Sharp
  - L'Assassinat de Jesse James par le lâche Robert Ford (2007) : Wood Hite
  - Démineurs (2010) : sergent William James
  - Thor (2011) : Clint Barton / Œil-de-faucon
  - The Town (2011) : James Coughlin
  - Mission impossible : Protocole Fantôme (2011) : William Brandt
  - Avengers (2012) : Clint Barton / Œil-de-faucon
  - Jason Bourne : L'Héritage (2012) : Aaron Cross / Kenneth Gidson
  - Hansel et Gretel: Chasseurs de sorcières (2013) : Hansel
  - American Bluff (2013) : le maire Carmine Polito
  - Secret d'État (2014) : Gary Webb
  - Avengers : L'Ère d'Ultron (2015) : Clint Barton / Œil-de-faucon
  - Mission impossible : Rogue Nation (2015) : William Brandt
  - Captain America: Civil War (2016) : Clint Barton / Œil-de-faucon
  - Premier Contact (2016) : Ian Donnelly
  - Wind River (2017) : Cory Lambert
  - Tag : Une règle, zéro limite (2018) : Jerry Pierce
  - Avengers: Endgame (2019) : Clint Barton / Hawkeye / Ronin
  - Black Widow (2021) : Clint Barton / Hawkeye (caméo vocal)
- Jon Bernthal dans (16 films) :
  - États de choc (2007[n 3]) : l'intervieweur
  - Infiltré (2013) : Daniel James
  - Le Loup de Wall Street (2013) : Brad Bodnick
  - Match retour (2013) : B. J.
  - Sicario (2015) : Ted
  - This Is Not a Love Story (2015) : M. McCarthy
  - Mr. Wolff (2016) : Braxton « Brax » Wolff
  - Sweet Virginia (en) (2017) : Sam Rossi
  - Les Veuves (2018) : Florek Gunner
  - Le Mans 66 (2019) : Lee Iacocca
  - Many Saints of Newark - Une histoire des Soprano (2021) : Giovanni « Johnny Boy » Soprano
  - La Méthode Williams (2021) : Rick Macci
  - Impardonnable (2021) : Blake
  - Small Engine Repair (2021) : Terrence Swaino
  - The Amateur (2025) : Jackson « The Bear » O'Brien
  - Mr. Wolff 2 (2025) : Braxton « Brax » Wolff
- Seann William Scott dans (14 films) :
  - American Pie (1999) : Steve Stifler
  - Road Trip (2000) : E. L.
  - American Pie 2 (2001) : Steve Stifler
  - Flagrant délire (2001) : Ben McGewan
  - Bienvenue dans la jungle (2003) : Travis Walker
  - American Pie : Marions-les ! (2003) : Steve Stifler
  - Retour à la fac (2003) : Peppers
  - Shérif, fais-moi peur (2005) : Bo Duke
  - Mr. Woodcock (2007) : John Farley
  - Les Grands Frères (2008) : Wheeler
  - American Pie 4 (2012) : Steve Stifler
  - My Movie Project (2013) : Brian
  - Goon: Last of the Enforcers (2017) : Doug Glatt
  - Jackpot (2024) : l'homme robuste
- Steve Zahn dans (8 films) :
  - Diablesse (2001) : Wayne Lefessier
  - Sahara (2005) : Al Giordino
  - Escapade fatale (2009) : Cliff
  - The Ridiculous 6 (2015) : Clem
  - Captain Fantastic (2016) : Dave
  - Bernadette a disparu (2019) : David Walker
  - Mon oncle Frank (2020) : Mike Bledsoe
  - Toi chez moi et vice-versa (2023) : Zen
- Jason Lee dans (7 films) :
  - Mumford (1999) : Skip Skipperton
  - Presque célèbre (2000) : Jeff Bebe
  - Beautés empoisonnées (2001) : Jack Withrowe
  - Alvin et les Chipmunks (2007) : Dave Séville
  - Alvin et les Chipmunks 2 (2009) : Dave Séville
  - Alvin et les Chipmunks 3 (2011) : Dave Séville
  - Alvin et les Chipmunks 4 (2016) : Dave Séville
- David Wenham dans (6 films) :
  - Le Seigneur des anneaux : Les Deux Tours (2002) : Faramir
  - Le Seigneur des anneaux : Le Retour du roi (2003) : Faramir
  - Gettin' Square (2003) : John Francis Spitieri
  - Van Helsing (2004) : Carl
  - Public Enemies (2009) : Pete Pierpont
  - Elvis (2022) : Hank Snow
- Richard Brake dans (6 films) :
  - Doom (2005) : Portman
  - Outpost (2008) : Prior
  - Kingsman : Services secrets (2015) : un interrogateur
  - Mandy (2018) : le chimiste
  - Bingo Hell (2021) : M. Big
  - Barbare (2022) : Frank
- Paul Bettany dans (5 films) :
  - Un homme d'exception (2001) : Charles
  - Master and Commander : De l'autre côté du monde (2003) : Dr Stephen Maturin
  - Da Vinci Code (2006) : Silas
  - Margin Call (2011) : Will Emerson
  - Here : Les Plus Belles Années de notre vie (2024) : Al
- Patrick Wilson dans (5 films) :
  - Hard Candy (2005) : Jeff Kohlver
  - Little Children (2006) : Brad Adamson
  - Les Passagers (2008) : Eric
  - Une famille très moderne (2010) : Roland
  - Dangerous Housewife (2015) : Don Champagne
- Frank Grillo dans (5 films) :
  - Wheelman (2017) : l'homme au volant
  - Jiu Jitsu (2020) : Harrigan
  - Cosmic Sin (2021) : le général Ryle
  - Lamborghini : L'Homme derrière la légende (2022) : Ferruccio Lamborghini
  - Little Dixie (de) (2023) : Doc Alexander
- Jason Acuña dans (4 films) : 
  - Jackass: Number Two (2006) : lui-même
  - Jackass 3D (2010) : lui-même
  - Jackass Forever (2022) : lui-même
  - Jackass 4.5 (2022) : lui-même
- Jorge Garcia dans (4 films) :
  - Voisin contre voisin (2006) : Wallace
  - Témoin à louer (2015) : Lurch / Garvey
  - The Ridiculous 6 (2015) : Herm Stockburn
  - The Wrong Missy (2020) : l'homme dans l'avion
- John C. Reilly dans :
  - Good Girl (2002) : Phil Last
  - Walk Hard : L'Histoire de Dewey Cox (2007) : Dewey Cox
  - Frangins malgré eux (2008) : Dale Doback
- Jay Hernandez dans :
  - Torque, la route s'enflamme (2004) : Dalton
  - Hostel (2005) : Paxton
  - Hostel, chapitre II (2007) : Paxton
- James Badge Dale dans :
  - Flight (2013) : l'homme atteint du cancer
  - The Walk : Rêver plus haut (2015) : Jean-Pierre « J. P. »
  - Line of Fire (2017) : Jesse Steed
- Justin Theroux dans :
  - Zoolander 2 (2016) : Evil DJ
  - Mute (2018) : Duck Teddington
  - Une femme d'exception (2018) : Mel Wulf

- Matthias Schoenaerts dans : 
  - Quand vient la nuit (2014) : Eric
  - Kursk (2018) : Mikhail Averin
  - Amsterdam (2022) : l'inspecteur Lem Getweiler
- Lenny Venito dans :
  - Amours troubles (2003) : Louis
  - Money Monster (2016) : Lenny
- Gary Owen (en) dans :
  - École paternelle (2003) : M. Carrott
  - Back on the Strip (en) (2023) : Xander
- Scott Caan dans :
  - Friends with Money (2006) : Mike
  - Ocean's Thirteen (2007) : Turk Malloy
- Evan Jones dans : 
  - Jarhead : La Fin de l'innocence (2006) : Dave Fowler
  - Albert à l'ouest (2014) : Lewis
- Demián Bichir dans :
  - Che, 1re partie : L'Argentin (2008) : Fidel Castro
  - Che, 2e partie : Guerilla (2008) : Fidel Castro
- Jason Butler Harner dans :
  - L'Échange (2008) : Gordon Stewart Northcott
  - L'Attaque du métro 123 (2009) : M. Thomas
- Colin Farrell dans : 
  - Bons baisers de Bruges (2008) : Ray
  - Crazy Heart (2009) : Tommy
- Clifton Collins Jr. dans : 
  - Les Anges de Boston 2 (2009) : Roméo
  - Parker (2013) : Ross
- Justin Long dans : 
  - Les deux font la père (2009) : Adam Devlin
  - Jay et Bob contre-attaquent… encore (2019) : Brandon St. Randy, l'avocat de Jay et Silent Bob
- Kyle Bornheimer dans : 
  - The Space Between (2010) : ?
  - The Lovebirds (2020) : Brett
- Sam Spruell dans : 
  - Taken 3 (2014) : Oleg Malankov
  - Valérian et la Cité des mille planètes (2017) : le général Okto-Bar
- Ben Foster dans :
  - Warcraft : Le Commencement (2016) : Medivh
  - Comancheria (2016) : Tanner Howard
- Matt L. Jones dans : 
  - Escale à trois (2017) : Craig
  - El Camino : Un film Breaking Bad (2019) : Badger
- Leandro Hassum (en) dans : 
  - Et encore un joyeux Noël ! (en) (2020) : Jorge
  - Un amour sans commune mesure (en) (2021) : Ricardo Leão
- David Mann (en) dans :
  - Madea : Retour en fanfare (2022) : Leroy Brown
  - Madea : Mariage exotique (en) (2025) : Leroy Brown
- 1996 : Larry Flynt : voix additionnelles
- 1999[n 4] : Two Hands : Wozza (Steve Le Marquand)
- 2000 : Bootmen : Derrick (Lee McDonald)
- 2001 : Scary Movie 2 : Dwight Hartman (David Cross)
- 2002 : Allumeuses ! : Roger Donahue (Jason Bateman)
- 2002 : Ali G : Ricky C (Martin Freeman)
- 2002 : Frères du désert : Willoughby (Rupert Penry-Jones)
- 2002 : Kermit, les années têtard : Jack, le lapin (Steve Whitmire) (voix)
- 2002 : Scooby-Doo : l'ami de Véra (Charles Cousins)
- 2003 : Le Vaisseau de l'angoisse : Munder (Karl Urban)
- 2003 : Abîmes : Hoag (Andrew Howard)
- 2003 : Johnny English : le journaliste de la radio Londres FM (Chris Tarrant) (voix)
- 2004 : Amour et Amnésie : Ula (Rob Schneider)
- 2004 : Les Désastreuses Aventures des orphelins Baudelaire : voix additionnelles
- 2004 : Ray : Ahmet Ertegün (Curtis Armstrong)
- 2004 : Dead and Breakfast : Christian (Jeremy Sisto)
- 2005 : Ma sorcière bien-aimée : l'oncle Arthur (Steve Carell)
- 2005 : Sin City : Brian (Tommy Flanagan)
- 2005 : Rencontres à Elizabethtown : Chuck Hasboro (Jed Rees)
- 2005 : Romanzo criminale : Il Secco / Le Sec (Stefano Fresi)
- 2006 : Garfield 2 : Nigel (Greg Ellis) (voix)
- 2006 : Camping-car : Howie (Brendan Fletcher)
- 2007 : American Gangster : l'inspecteur Freddie Spearman (John Hawkes)
- 2007 : Ghost Rider : Mack (Donal Logue)
- 2007 : Bataille à Seattle : Jay (Martin Henderson)
- 2008 : Hellboy 2 : le prince Nuada (Luke Goss)
- 2010 : Rendez-vous en enfer : Sorin (Claudiu Bleont)
- 2010 : The Experiment : Benjy (Ethan Cohn)
- 2011 : Nouveau Départ : Peter MacCready (Angus Macfadyen)
- 2011 : Les Aventures de Tintin : Le Secret de La Licorne : le copilote (Phillip Rhys)
- 2011 : En quarantaine 2 : Ralph (George Back)
- 2011 : Wu Xia : Yan Dongsheng (Kang Yu)
- 2012 : Ghost Rider 2 : L'Esprit de vengeance : Blackout (Johnny Whitworth)
- 2012 : The Dark Knight Rises : un agent de la CIA (Aidan Gillen)
- 2012 : Casa de mi Padre : Raul (Diego Luna)
- 2012 : Crazy Dad : Kenny (Nick Swardson)
- 2013 : Jobs : Rod Holt (Ron Eldard)
- 2013 : Welcome to the Jungle : Jared (Eric Edelstein)
- 2013 : Les Stagiaires : Kevin (Will Ferrell)
- 2013 : Copains pour toujours 2 : Kyle (Oliver Hudson)
- 2013 : Suspect : Clate Jackson (Curtis « 50 Cent » James Jackson III)
- 2014 : Jersey Boys : Joe Pesci (Joey Russo)
- 2014 : Lucy : l'Anglais (Julian Rhind-Tutt)
- 2014 : Black Storm : Reevis (Jon Reep)
- 2015 : Dark Places : Ben Day adulte (Corey Stoll)
- 2015 : Le Pont des espions : Pinker (Joe Forbrich)
- 2015 : Room : Dr Mittal (Cas Anvar)
- 2015 : Le Transporteur : Héritage : Leo Imasov (Lenn Kudrjawizki (de))
- 2015 : Hacker : Paul Wang (Kirt Kishita)
- 2016 : The Do-Over : Ted-O (Sean Astin)
- 2016 : Opening Night : Ron (Paul Scheer)
- 2016 : Elvis and Nixon : l'imitateur d'Elvis (Brandon Cody Wise)
- 2016 : The Birth of a Nation : l'associé d'Earl ( ? )
- 2016 : Un mec ordinaire : Perry (Billie Joe Armstrong)
- 2016 : Oppression : Richard Portman (Peter Outerbridge)
- 2016 : Railroad Tigers : Yamaguchi (Hiroyuki Ikeuchi)
- 2016 : Grimsby : Agent trop spécial : ? ( ? )
- 2017 : Loving : Richard Loving (Joel Edgerton)
- 2017 : Le Roi Arthur : La Légende d'Excalibur : Fesse d'huître (Neil Maskell)
- 2017 : Dunkerque : le marin néerlandais dans le chalutier (Jochum ten Haaf)
- 2017 : The Marker : Marley Dean Jacobs (Frederick Schmidt)
- 2017 : Dead Again in Tombstone : Le Pacte du Diable : Jackson Boomer (Jake Busey)
- 2018 : Pickpockets : Jaime (Ulises González)
- 2018 : Hurricane : l'adjoint Michaels (James Barriscale)
- 2018 : BlacKkKlansman : J'ai infiltré le Ku Klux Klan : Felix Kendrickson (Jasper Pääkkönen)
- 2018 : Bumblebee : Ron (Stephen Schneider)
- 2019 : Polar : M. Blut (Matt Lucas)
- 2019 : Good Sam : David Dyal (Mark Camacho)
- 2019 : Anna : John (Adrian Can)
- 2019 : Le Gangster, le Flic et l'Assassin : Sang-Do ( ? )
- 2019 : 3 from Hell : Sebastian (Pancho Moler)
- 2020 : Rupture fatale : Donnie (Donovan Christie Jr.)
- 2020 : Ultras : McIntosh (Gennaro Basile)
- 2021 : Notre Été : Boris (Corrado Invernizzi)
- 2021 : Sans aucun remords : Franklin / « Thunder » (Jack Kesy)
- 2021 : Venom: Let There Be Carnage : Cletus Kasady / Carnage adolescent (Jack Bandeira)
- 2021 : Nobody Sleeps in the Woods Tonight: Partie 2 : le sergent Waldemar Gwizdala (Andrzej Grabowski)
- 2022 : Tic et Tac, les rangers du risque : Myster Mask (Jim Cummings) (voix)
- 2022 : Coup de théâtre : l'inspecteur Georges Stoppard (Sam Rockwell)
- 2022 : Halloween Ends : l'officier Mulaney (Jesse C. Boyd)
- 2022 : Murder at Yellowstone City : Robert Dunnigan (Zach McGowan)
- 2022 : Lamborghini : L'Homme derrière la légende : Ferruccio Lamborghini, jeune (Romano Reggiani)
- 2023 : Crazy Bear : Olaf (Kristofer Hivju)
- 2023 : À contre-sens : Jonas (Iván Massagué)
- 2023 : Dark Harvest : l'inspecteur Jerry Ricks (Luke Kirby)
- 2023 : Unseen (en) : Isaac (Nicholas X. Parsons)
- 2023 : Un contre un : Fayadh (Abdulaziz Alshehri)
- 2023 : Genie (en) : Flaxman (Alan Cumming)
- 2023 : Une équipe de rêve : Rambo (Semu Filipo)
- 2024 : Tue-moi si tu l'oses : Lukasz (Piotr Rogucki (pl))
- 2024 : Monkey Man : Tiger (Sharlto Copley)
- 2024 : La Mère de la mariée : Lucas (Chad Michael Murray)
- 2024 : Damaged : Glen Boyd (Gianni Capaldi (en))
- 2024 : Sexy Maddalena (it) : Donato (Raoul Bova)
- 2024 : Trouble : Hasse (Måns Nathanaelson (sv))
- 2024 : Évanouis dans la nuit : Nicola (Massimiliano Gallo)

#### Films d'animation
- 1986[n 5] : Le Château dans le ciel : Henri
- 1994[n 6] : Pompoko : le journaliste reporter de l'émission « Le monde tel qu'il est »
- 1997 : Princesse Mononoké : Kohroku
- 2001 : Atlantide, l'empire perdu : voix additionnelles
- 2001 : Monstres et Cie : CDA
- 2002 : Lilo et Stitch : le directeur du restaurant
- 2002 : L'Âge de glace : voix additionnelles
- 2002 : Huit nuits folles d'Adam Sandler : Brill, la bouteille GNC
- 2003 : Wonderful Days : Joe
- 2003 : Frère des ours : voix additionnelles
- 2003 : Sinbad : La Légende des sept mers : voix additionnelles
- 2003 : Le Monde de Nemo : Bernie
- 2006 : Nos voisins, les hommes : Zamy l’écureuil[n 7]
- 2006 : Lucas, fourmi malgré lui : le survivant de la guêpe
- 2006 : Souris City : Sid
- 2006 : Renaissance : Dimitri
- 2006 : Les Rebelles de la forêt : voix additionnelles
- 2007 : Tous à l'Ouest : Petite Cervelle
- 2007 : Le Vilain Petit Canard et moi : voix additionnelles
- 2008 : La Légende de Despereaux : Roscuro[n 8]
- 2008 : Horton : le Maire[n 7]
- 2008 : Chasseurs de dragons : la première chauve-souris
- 2010[n 9] : Superman/Shazam! Le Retour de Black Adam : Shazam
- 2011 : Batman: Year One : Johnny Vitti
- 2012 : Batman: The Dark Knight Returns : Harvey Dent / Double-Face, Le Joker, Don, Mackie, Oliver Queen, Ben Derrick, Bill Weathers
- 2012 : Madagascar 3 : Bons Baisers d'Europe : Bobby, le chien
- 2013 : Lego Batman, le film : Unité des super héros : Harvey Dent / Double-Face, Green Lantern
- 2013 : Planes : Ned
- 2014 : La Ligue des justiciers : Guerre : Shazam
- 2014 : Opération Casse-noisette : Jimmy
- 2015 : La Ligue des justiciers : Le Trône de l'Atlantide : Shazam
- 2016 : Angry Birds, le film : voix additionnelles
- 2016 : Le Monde de Dory : Crush
- 2016 : Kubo et l'Armure magique : Scarabée[n 10]
- 2017 : Opération Casse-noisette 2 : Jimmy
- 2017 : Lego Batman, le film : Dr Jonathan Crane / L'Épouvantail
- 2017 : Les Jetson et les robots catcheurs de la WWE : George Jetson
- 2018 : L’Envol de Ploé (en) : Mousey
- 2019 : Les Enfants du Temps : Keisuke Suga
- 2019[n 11] : Pauvre Toutou ! : Caramel[n 12]
- 2019 : UglyDolls : Babo[n 13]
- 2021 : Luca : l'oncle Ugo
- 2021 : Batman: The Long Halloween : Jervis Tetch / Chapelier fou
- 2021 : Même les souris vont au paradis : le narrateur, le perroquet, le serpent et le corbeau
- 2021 : Encanto : La Fantastique Famille Madrigal : Triple Maestro
- 2022 : Le Dragon de mon père : Cornelius le crocodile[n 14]
- 2022 : Avalonia, l'étrange voyage : Dafont[n 15]
- 2022 : Tom et Jerry au Far West : voix additionnelles
- 2023 : Pattie et la Colère de Poséidon : Gerardo et Vito
- 2023 : Black Clover : L'Épée de l'empereur-mage : Conrad
- 2025 : Predator: Killer of Killers : le commandant Vandy[n 16]

### Télévision

#### Téléfilms
- Adam McDonald dans : 
  - Dernière obsession (2007) : Drew Brampton
  - Un cœur d'athlète (2008) : Dave Kolisnik
- Ian Somerhalder dans :
  - Marco Polo (2007) : Marco Polo
  - Fireball (2009) : l'agent Lee Cooper
- 2003 : Une équipe de chefs : Francisco (Orlando Brown)
- 2005 : 7 secondes : Alexsie Kutchinov (Pete Lee-Wilson)
- 2008 : Le prix du sang (en) : Zeke (James C. Mathis III)
- 2008 : Ultime Combat : O'Reilly (Grant Sullivan)
- 2009 : La Fureur des gargouilles : le professeur Jack Randall (Eric Balfour)
- 2010 : Le Garçon qui criait au loup : David Sands (Matt Winston)
- 2012 : Le Test de paternité : Théo (Thomas Kornack)
- 2013 : À la poursuite du diamant polaire : Louie (Ryan Belleville)
- 2013 : L'amour au jour le jour : Jerry (David Hoffman)
- 2013 : Noël tous en chœur : Buzz (Jake Suazo)
- 2014 : Deux Femmes amoureuses : Dom (Marc Hosemann)
- 2014 : L'enfant disparue : John Johnson (Tom Hildreth)
- 2015 : Un foyer pour mes enfants : Angelo (Darcy Laurie)
- 2016 : Harcelée par mon médecin : Le Retour : Roger (Christopher Crabb)
- 2016 : Samantha : de retour du front : Graydon (Tim Rozon)
- 2016 : Coup de foudre sur commande : Marco (John Cassini (en))
- 2017 : Deidra and Laney Rob a Train : Chet (David Sullivan)
- 2019 : Lycéenne parfaite pour crime parfait : le shérif Randall (Chris William Martin)
- 2020 : Country at Heart : Duke Sterling (Lucas Bryant)
- 2021 : A Noël mon Prince viendra 3 : Blevins (Tom Morton)
- 2022 : Ray Donovan: The Movie : Brendan « Bunchy » Donovan (Dash Mihok)
- 2023 : La revanche d'une mère : Maynard Barnes (Terry Ryan)
- 2024 : Un tueur parmi nous : l'histoire vraie de Ruth Finley : le lieutenant Drowatsky (Eduard Witzke)
- 2024 : Prêt à tout pour l'amour de ma mère : Pete Kennedy (Daniel Stine)
- 2024 : Nina, captive d'une secte : Trask (Andrew Francis)

#### Séries télévisées
- Jon Bernthal dans (10 séries) : 
  - The Walking Dead (2009-2011 / 2018) : Shane Walsh (21 épisodes)
  - Mob City (2013) : Joe Teague (6 épisodes)
  - Show Me a Hero (2015) : Michael H. Sussman (mini-série)
  - Daredevil (2016) : Frank Castle / Punisher (12 épisodes)
  - The Punisher (2017-2019) : Frank Castle / Punisher (26 épisodes)
  - Unbreakable Kimmy Schmidt (2018-2019) : Ilan (saison 4, épisodes 6 et 7)
  - The Premise (2021) : Chase Milbrandt (saison 1, épisode 2)
  - We Own This City (2022) : le sergent Wayne Jenkins (mini-série)
  - American Gigolo (2022) : Julian Kaye (8 épisodes)
  - Daredevil: Born Again (2025) : Frank Castle / Punisher
- Jorge Garcia dans (6 séries) :
  - Lost : Les Disparus (2004-2010) : Hugo « Hurley » Reyes (119 épisodes)
  - How I Met Your Mother (2010 / 2014) : Steve « Blitz » Henry (saison 6, épisode 10 et saison 9, épisode 21)
  - Mr. Sunshine (2011) : Bob « Bobinson » Bobert, homme de la maintenance (3 épisodes)
  - Alcatraz (2012) : Diego Sotto (13 épisodes)
  - Once Upon a Time (2012-2013) : Anton le Géant (saison 2)
  - Californication (2013) : le dealer de drogue (saison 6, épisodes 5 et 9)
- Ryan Hurst dans (6 séries) :
  - Wanted (2005) : l'agent Jimmy McGloin (13 épisodes)
  - Médium (2005-2007) : Michael Benoit (3 épisodes)
  - Sons of Anarchy (2008-2012) : Harry « Opie » Winston (54 épisodes)
  - New York, unité spéciale (2011) : Doug Loveless (saison 12, épisode 19)
  - King and Maxwell (2013) : Edgar Roy (10 épisodes)
  - Bates Motel (2015-2017) : Chick Hogan (15 épisodes)
- Kyle Bornheimer dans (5 séries) : 
  - Worst Week : Pour le meilleur… et pour le pire ! (2008-2009) : Sam Briggs (16 épisodes)
  - Royal Pains (2010) : Spencer Fisher (saison 2, épisode 10)
  - Brooklyn Nine-Nine (2014-2021) : Teddy Wells (7 épisodes)
  - Angel from Hell (2016) : Brad Fuller (16 épisodes)
  - Angie Tribeca (2017) : Scott (saison 3, épisode 8)
- Steve Zahn dans (4 séries) :
  - Monk (2009) : Jack Monk, Jr. (saison 7, épisode 10)
  - Treme (2010-2013) : Davis McAlary (38 épisodes)
  - Mind Games (2014) : Clark Edwards (13 épisodes)
  - Modern Family (2014-2015) : Ronnie LaFontaine (4 épisodes)
- Scott Caan dans (4 séries) :
  - Entourage (2009-2011) : Scott Lavin (19 épisodes)
  - Hawaii 5-0 (2010-2020) : le lieutenant Daniel « Danny Danno » Williams (240 épisodes)
  - NCIS : Los Angeles (2012) : le lieutenant Daniel « Danny Danno » Williams (saison 3, épisode 21)
  - Alert (depuis 2023) : Jason Grant
- Matt L. Jones dans :
  - Breaking Bad (2008-2013) : Badger (12 épisodes)
  - NCIS : Enquêtes spéciales (2011-2015) : l'agent Ned Dorneget (6 épisodes)
  - Mom (2013-2019) : Baxter (54 épisodes)
- Alan Tudyk dans :
  - V (2009) : Dale Maddox (saison 1)
  - Doom Patrol (2019) : Eric Morden / Mr. Nobody (en) (15 épisodes)
  - Allô la Terre, ici Ned (en) (2020) : Alan Tudyk (épisode 11)
- Justin Theroux dans :
  - Parks and Recreation (2010) : Justin Anderson (saison 2)
  - The Leftovers (2014-2017) : Kevin Garvey (28 épisodes)
  - Maniac (2018) : James Mantleray (mini-série)
- Antony Starr dans :
  - Banshee (2013-2016) : Lucas Hood / Tom Palmer (38 épisodes)
  - The Boys (depuis 2019) : John « Le Protecteur » Gillman
  - Gen V (2023) : John « Le Protecteur » Gillman (saison 1, épisode 8)
- David Wain dans :
  - Wet Hot American Summer: First Day of Camp (2015) : Yaron (mini-série)
  - Younger (2016) : Hugh Shirley (saison 2, épisodes 6 et 7)
  - Wet Hot American Summer : Ten Years Later (2017) : Yaron (mini-série)
- Jencarlos Canela dans :
  - Grand Hotel (2019) : El Rey (4 épisodes)
  - Ashley Garcia : géniale et amoureuse (2020) : Victor Garcia (15 épisodes)
  - Intercomédies : Un événement sportif (en) (2020) : Victor Garcia (épisodes 3 et 4)
- Ian Somerhalder dans :
  - Young Americans (2000) : Hamilton Fleming (8 épisodes)
  - Smallville (2004) : Adam Knight (saison 3)
- Michael K. Williams dans :
  - Sur écoute (2002-2008) : Omar Little (en) (51 épisodes)
  - The Philanthropist (2009) : Dax (8 épisodes)
- Richard Kahan dans :
  - Les 4400 (2004-2007) : Marco Pacella (32 épisodes)
  - Stargate Atlantis (2005) : Baldric (saison 2, épisode 15)
- Jim Norton dans :
  - Lucky Louie (2006-2007) : Rich (13 épisodes)
  - Louie (2010-2015) : Tim (10 épisodes)
- Brian Van Holt dans :
  - John from Cincinnati (2007) : Mitch « Butchie » Yost II (10 épisodes)
  - The Bridge (2013-2014) : Ray Burton (10 épisodes)
- Andrew Howard dans :
  - Burn Notice (2011) : Tavian Korzha (saison 5)
  - Hatfields and McCoys (2012) : Frank « La Teigne » Phillips (mini-série)
- Anthony Hayes (en) dans :
  - La Gifle (2011) : Gary (7 épisodes)
  - Les Sept Vérités (2017) : Mitch (mini-série)
- Terry Serpico dans :
  - Body of Proof (2011) : Ray Easton (saison 2, épisode 5)
  - Cobra Kai (2021) : le capitaine Turner (saison 3, épisodes 6 et 10)
- Ritchie Coster dans :
  - Luck (2011-2012) : Renzo Calagari (9 épisodes)
  - Blacklist (2013) : Anslo Garrick (saison 1, épisodes 9 et 10)
- Timm Sharp (en) dans :
  - Enlightened (2011-2013) : Dougie Daniels (15 épisodes)
  - Percy Jackson et les Olympiens (2023-2024) : Gabe Ugliano (saison 1)
- David Earl (en) dans : 
  - Derek (2012-2014) : Kevin « Kev » Twine (14 épisodes)
  - After Life (2019-2022) : Brian (15 épisodes)
- Kevin Weisman dans : 
  - Hello Ladies (2013) : Kives (8 épisodes)
  - Blacklist (2015-2016) : Dr Jeffrey Maynard (3 épisodes)
- Peter Scanavino dans : 
  - New York, unité spéciale (depuis 2013) : Dominick « Sonny » Carisi Jr. (195 épisodes - en cours)
  - New York, crime organisé (2021) : Dominick « Sonny » Carisi Jr. (saison 1, épisode 4)
- Reg Rogers (en) dans :
  - Hell on Wheels : L'Enfer de l'Ouest (2015-2016) : James Strobridge (saison 5)
  - Blacklist (2021) : Neville Townsend (saison 8)
- Scott MacArthur dans :
  - Very Bad Nanny (2017-2018) : Jimmy
  - La Meneuse (2025) : Ness Gordon
- Chris Browning (en) dans :
  - Harry Bosch (2019) : Preston Borders (saison 5)
  - Bosch: Legacy (2025) : Preston Borders (saison 3)
- Gabriel Iglesias dans :
  - Mr. Iglesias (2019-2020) : Gabe « Fluffy » Iglesias (22 épisodes)
  - Intercomédies : Un événement sportif (en) (2020) : Gabe « Fluffy » Iglesias (épisodes 1 et 2)
- Bill Burr dans :
  - The Mandalorian (2019-2020) : Mayfeld (saison 1, épisode 6 et saison 2, épisode 7)
  - Reservation Dogs (2021) : le coach Bobson (saison 1, épisode 7)
- Jeremy Renner dans :
  - Hawkeye (2021) : Clint Barton / Hawkeye (mini-série)
  - Mayor of Kingstown (depuis 2021) : Mike McLusky
- Peter Franzén dans : 
  - La Roue du temps (2021) : Stepin (saison 1)
  - Le Syndrome d'Helsinki (fi) (2022) : Elias Karo (mini-série)
- Woody Harrelson dans :
  - Larry et son nombril (2021) : Woody Harrelson (saison 11, épisode 4)
  - White House Plumbers (en) (2023) : Howard Hunt (mini-série)
- 1976-1981[n 17] : Le Muppet Show : Baskerville (Frank Oz) (voix), lui-même (John Cleese) (saison 2, épisode 23) et voix additionnelles
- 1983[n 18] : Fraggle Rock : l'oncle Matt (Dave Goelz) (voix) et Croquette (Dave Barclay) (voix)
- 1997-2000 : Face Caméra : Leroy Daniel (Dadi Shadi)
- 1997-2006 : Les Feux de l'amour : Reese Walker (Kim Strauss)
- 1998-2007 : Le Dernier Témoin : Fred Schröder (Volker Ranisch)
- 2000-2001 : Grosse Pointe : Johnny Bishop (Al Santos)
- 2001-2002 : Les Années campus : Perry (Jarrett Grode)
- 2001-2004 : Smallville : Whitney Fordman (Eric Johnson)
- 2002-2003 : Ellie dans tous ses états : Edgar (Steve Carell)
- 2002-2003 : Pour le meilleur et le pire : Zack Timmerman (Dondré Whitfield (en))
- 2003-2007 : Phénomène Raven : Eddie Thomas (Orlando Brown) (100 épisodes)
- 2003-2004 : Jeremiah : Gabriel Sims (John Pyper-Ferguson)
- 2004 : Deadwood : Jack McCall (Garret Dillahunt)
- 2004 : Queer as Folk : Darren / Shanda Leer (Ryan Kelly)
- 2004 : The Shield : Baodelo (Alejandro Patino) (saison 3, épisode 7)
- 2004-2005 : Stargate SG-1 : Jarrod Kane (Matthew Bennett) (saison 8, épisode 5), Trelax (Wayne Brady) (saison 8, épisode 13) et Andy le shérif, par téléphone [Qui ?] (saison 8, épisode 14)
- 2004-2005 : Stargate Atlantis : un soldat [Qui ?] (saison 1, épisode 1), Torrell (Christian Bocher) (saison 2, épisode 5) et un habitant [Qui ?] (saison 2, épisode 15)
- 2005 : Numb3rs : l'agent de Dante Baker (David Moscow)
- 2005 : Rescue Me : Les Héros du 11 septembre : Jésus Christ (Bernardo De Paula)
- 2005-2006 : Amour, Gloire et Beauté : Dante Damiano (Antonio Sabato Jr.) (1re voix)
- 2005-2007 : Le Destin de Lisa : Marc Trojan (Jean-Marc Birkholz) (43 épisodes)
- 2005 / 2007 : 24 Heures chrono : Richard Heller (Logan Marshall-Green) et Milo Pressman (Eric Balfour)
- 2005-2013 : Inspecteur Barnaby : le sergent Benjamin « Ben » Jones Jr. (Jason Hughes)
- 2006 : Prison Break : Petey Cordero (Maurice Ripke) (saison 2, épisodes 3 et 8)
- 2006-2007 : Entourage : Edward Burns (Edward Burns)
- 2007 : Kaya : Manny (Joe MacLeod)
- 2007 : Deux princesses pour un royaume : Demilio (Jason Schombing) (mini-série)
- 2008 : Les Experts : Manhattan : Greg Pullman (Andrew W.Walker)
- 2009 : Harper's Island : Malcolm Ross (Chris Gauthier)
- 2009 : Kings : Eli Shepherd (Michael Mosley)
- 2009 : Les Experts : Manhattan : Hollis Eckhart (Skeet Ulrich)
- 2009 : Lie to Me : l'inspecteur Riley (James MacDonald) (saison 1, épisode 10)
- 2009-2010 : Dr House : Scott (Ashton Holmes) et Juan Alvarez (Lin-Manuel Miranda)
- 2009-2010 : Les Mystères d'Eastwick : Jamie Dalton (Jack Huston)
- 2010 : L'Enfer du Pacifique : le caporal Romus Valton Burgin (Martin McCann) (mini-série)
- 2010 : Drop Dead Diva : Mike Barry (Scott Michael Campbell)
- 2010-2015 : Mad Men : Stan Rizzo (Jay R. Ferguson)
- 2011 : The Chicago Code : Mikey (Madison Dirks)
- 2011 : Mildred Pierce : Wally Burgan (James LeGros) (mini-série)
- 2011 : Lights Out (en) : Javier « El Diablo » Morales (Gavin-Keith Umeh)
- 2011-2012 : True Justice : Thomas (Ben Cotton)
- 2011-2013 : Southland : Victor Cifuentes (Victor Alfieri)
- 2011-2016 : Person of Interest : l'inspecteur Bill Szymanski (Michael McGlone)
- 2012 : Les Frères Scott : DiMitri (Andrew Elvis Miller)
- 2012 : Hunted : Ian Fawkes (Lex Shrapnel (en))
- 2012 : Labyrinthe : Guy d'Évreux (Tony Curran) (mini-série)
- 2013 : Anna Karénine : Stiva (Pietro Sermonti (it)) (mini-série)
- 2013 : Continuum : Marco (John Cassini (en))
- 2013-2014 : Boardwalk Empire : Ralph Capone (Domenick Lombardozzi)
- 2013-2016 : Rectify : Carl Daggett (J. D. Evermore)
- 2013-2017 : Longmire : Travis Murphy (Derek Phillips)
- 2013-2020 : Ray Donovan : Brendan « Bunchy » Donovan (Dash Mihok)
- 2013 / 2022 : Peaky Blinders : Freddie Thorne (Iddo Goldberg) et Hayden Stagg (Stephen Graham) (saison 6, épisodes 3 et 5)
- 2014-2015 : State of Affairs : Jack Dawkins (Derek Ray)
- 2014-2015 : Vikings : Einar (Steve Wall)
- 2014-2016 : The Strain : Gabriel Bolivar (Jack Kesy) (1re voix)
- 2014-2017 : Kingdom : Alvey Kulina (Frank Grillo)
- 2015-2018 : 12 Monkeys : Matthew Cole (Patrick Garrow)
- 2015-2018 : Silicon Valley : Russ Hanneman (Chris Diamantopoulos)
- 2015-2018 : The Last Man on Earth : Todd Rodriguez (Mel Rodriguez)
- 2015-2019 : Unbreakable Kimmy Schmidt : voix additionnelles
- 2015-2019 : Sneaky Pete : Lance Lord (Jacob Pitts)
- 2016 : Slasher : Iain Vaughn (Dean McDermott)
- 2016-2017 : X Company : le général Oster (Pierre Kiwitt)
- 2016 / 2019 : Game of Thrones : Camello (Kevin Eldon (en)) et Harry Strickland (Marc Rissmann)
- 2016-2022 : This Is Us : William jeune (Jermel Nakia) (12 épisodes) et William (Ron Cephas Jones) (45 épisodes)
- 2017 : Arrow : Alex Faust (Dominic Bogart)
- 2017 : APB : Alerte d'urgence : Nicholas Brandt (Taylor Handley)
- 2017 : Babylon Berlin : Alfred Nyssen (Lars Eidinger)
- 2017 : Braquage à la suédoise (sv) : Krimmy (Thomas Mattsson)
- 2017-2018 : Genius : Harold Clayton Urey (Stewart Alexander)
- 2018 : The Good Place : Chet (Dax Shepard)
- 2018 : Dynastie : Hank Sullivan (Brent Antonello)
- 2018 : LA to Vegas : Bryan (Zachary Knighton)
- 2018 : Les 100 : Paxton McCreary (William Miller)
- 2018 : Homeland : Jim (Damian Young)
- 2018 : The Chi : Meldrick (Byron Bowers)
- 2018 : The Rookie : Le Flic de Los Angeles : Jeremy Hawke (Shawn Christian) (saison 1, épisode 6)
- 2018-2019 : Wanderlust : Alan Richards (Steven Mackintosh)
- 2018-2021 : Perdus dans l'espace : John Robinson (Toby Stephens)
- 2019 : Charlie, monte le son : Danny (Dustin Demri-Burns)
- 2019 : Traitors : Caspar (Michael Landes)
- 2019 : Dark Crystal : Le Temps de la résistance : SkekUng, l'hérétique (Andy Samberg) (voix)
- 2019 : Los Angeles : Bad Girls : Dan Howser (Christopher Cousins)
- 2019 : Bad Mothers : Kyle Evans (Don Hany)
- 2019-2020 : Billions : Jackie Connerty (Michael Raymond-James) (3 épisodes)
- 2019-2021 : What We Do in the Shadows : Viago (Taika Waititi) (3 épisodes)
- depuis 2019 : For All Mankind : Wayne Cobb (Lenny Jacobson)
- depuis 2019 : The Morning Show : Jason Craig (Jack Davenport)
- 2020 : AJ and the Queen : Kevin (Steve Fisher)
- 2020 : Quiz : Paddy Spooner (Jerry Killick) (mini-série)
- 2020 : Hunters : Bill Badger (Todd Alan Crain) (saison 1, épisode 8)
- 2020 : Fargo : Aldo (Joel Reitsma) (2e voix, saison 4, épisode 10) / le pasteur Roanoke (Andrew Rothenberg) (saison 4, épisode 10)
- 2020-2021 : Feel Good : Jack (Jack Barry) (9 épisodes)
- 2021 : Les Irréguliers de Baker Street : Vic Collins (Alex Ferns) (4 épisodes)
- 2021 : Crime (en) : Dougie Gillman (Jamie Sives) (6 épisodes)
- 2021 : The Underground Railroad : Ridgeway (Joel Edgerton) (mini-série)
- depuis 2021 : Physical : Ernie Hauser (Ian Gomez)
- 2022 : Fraggle Rock : L'aventure continue (en) : l'oncle Matt (Frank Meschkuleit) (voix), Croquette (John Tartaglia) (voix)
- 2022 : Clark : Sten Olofsson (Peter Viitanen (sv)) (mini-série)
- 2022 : Only Murders in the Building : l'inspecteur Daniel Kreps (Michael Rapaport) (saison 2)
- 2022 : Le Cabinet de curiosités de Guillermo del Toro : Joe Allen (Luke Roberts) (saison 1, épisode 3)
- 2022 : The Offer : Gianni Russo (Branden Williams) (mini-série)
- 2022 : Slow Horses : Larry (David Walmsley) (5 épisodes)
- 2022 : Andor : Capitaine Elk (Roger Barclay) (saison 1, épisode 11)
- 2022 : Machos alfa : Patrick (Santi Millán)
- 2022 : Angelyne : Wally George (en) (Brian Carpenter) (mini-série)
- 2022 : Trigger Point (en) : l'inspecteur Lee Robbins (Cal MacAninch) (saison 1)
- 2023 : Abysses : Riku Sato (Takehiro Hira) (mini-série)
- 2023 : Mort ou vif Joaquín Murrieta : Christopher Kelly (Michael Wilson Morgan)
- 2023 : Lucky Hank (en) : Jeffrey Q. Epstein (Chris Gethard (en))
- 2023 : Romancero (en) : Teodoro (Guillermo Toledo) (6 épisodes)
- 2023 : Furtive : le lieutenant Morkel (Waldemar Schultz)
- 2023-2024 : La Créature de Kyŏngsŏng : Yoon Jung-won (Jo Han-chul)
- 2023-2025 : Knokke Off : Jan Basteyns (Pieter Genard (nl))
- 2024 : Avatar, le dernier maître de l'air : le chef Arnook (Nathaniel Arcand)
- 2024 : The New Look : Heinrich Himmler (Thure Lindhardt)
- 2024 : Bandits, bandits : le constructeur de Stonehenge (Ross Noble (en))
- 2024 : Queen Woo (en) : Moogol (Park Ji-hwan (en))
- 2025 : XO, Kitty : Young Moon (Philippe Lee) (saison 2)
- 2025 : A Thousand Blows : William Punch Lewis (Daniel Mays)
- 2025 : Toxic Town : Pat Miller (Ben Batt (en)) (mini-série)
- 2025 : Smoke : Esposito (John Leguizamo)
- depuis 2025 : Famille en réparation : Gabriel (Seann William Scott)

#### Séries d'animation
- 1993-2003 : JoJo's Bizarre Adventure : Jean Pierre Polnareff (OAV)
- Les Bons Conseils de Célestin : {{Leconte}}
- 1999 : Hercule : Loki (épisode 34)
- 2003 : Last Exile : Ethan
- 2004 : Enfer et Paradis : Pei et Wutan
- 2005-2006 : Krypto le superchien : Ignatius et Ace le batchien
- 2006 : Lilo et Stitch, la série : Rigolo (épisode 56)
- 2006 : Monster : Karl Brandt (épisode 10) et Heinz (épisode 13)
- 2006-2010 : Petite Princesse : le roi et l'amiral
- 2007 : Le Chat de Frankenstein : Le maire
- 2008-2011 : Batman : L'Alliance des héros : Shazam / Booster Gold / Bat-Mite / Robotman / Ronnie Raymond / Ray Palmer / Red Ryan / Un gardien de l’Univers / et Creeper
- 2009 : Gaston Lagaffe : Jules-de-chez-Smith-en-face et l'agent Joseph Longtarin
- 2010 : La Ligue des justiciers : Nouvelle Génération : Captain Marvel, Green Arrow[n 15], Guardian, Kobra, Green Lantern (1re voix), Ours (1re voix, saison 1, épisode 17), l'ambassadeur Reach, Eduardo Dorado Sr., Zviad Baazovi[n 19], Le Chapelier Fou[n 20], Captain Boomerang et voix additionnelles
- 2011-2012 : Sherlock Yack : Okapi, Hyène et voix additionnelles
- 2012-2014 : Ben 10: Omniverse : Retroactor, Inferno, Séparator, Bloxx, Pax, Magister Patelliday, Lackno, Driba, Astrodactyl, Dr Psychobos, Hervé
- 2013 : A.R.T Investigation : l'agent Rixe
- 2013-2014 : Prenez garde à Batman ! : Harvey Dent
- 2013-2014 : Dofus : Aux trésors de Kerubim : Crocosec
- 2014 : Copy Cut : voix additionnelles
- 2015 : Alvin et les Chipmunks : Dave Séville
- 2015 : Turbo FAST : Lima et M. Tinfoil
- 2015 : Objectif Blake ! : Bjorn, le père de Skye et dentiste de Blake
- 2015-2016 : Tu mourras moins bête... : Nathanaël et voix additionnelles
- 2015-2021 : F Is for Family : Vic, Burke et voix additionnelles
- 2016 : Les Mystérieuses Cités d'or : Jabbar
- 2016-2018 : Bunnicula : Harold
- 2016-2018 : La Ligue des justiciers : Action : Shazam, Booster Gold et Double-Face
- 2016-2018 : Skylanders Academy : Glumshanks
- 2017 : Samouraï Jack : Scaramouche
- 2017-2021 : La Bande à Picsou : Rapetou, la Science, Jim Starling / Myster Mask, Magie Noire Rapetou et Dr Akita
- 2019 : Seis Manos : Larry
- 2019 : Teen Titans Go! : Shazam (saison 5, épisode 27 : Les Sept Péchés capitaux)
- 2020 : Central Park : ?
- 2020 : Blood of Zeus : Heron
- 2020 : Sardine de l'espace : Dr Krok
- depuis 2020 : Kid Lucky : ?
- 2021 : Solar Opposites : Declan (saison 2, épisode 2), le général Bunty (saison 2, épisode 3), Woody Harrelson (saison 2, épisode 4), Tanner (saison 2, épisode 5)
- 2021 : M.O.D.O.K. : Arcade[n 15] (saison 1, épisode 7 et 8)
- 2021 : Maya, princesse guerrière : le roi Téca, le seigneur Mictlan et Chivo (mini-série)
- 2021 : Aquaman, roi de l'Atlantide : Mortikov
- 2021 : Tom et Jerry à New York : voix diverses
- 2021 : Zouk : Noyau le chat
- 2021-2023 : What If...? : Clint Barton / Hawkeye[n 21] (4 épisodes)
- 2022 : Le Cuphead Show ! : King Dé
- 2022 : The Boys présentent : Les Diaboliques : John « Le Protecteur » Gillman[n 22]
- 2022 : Cyberpunk: Edgerunners : Pilar
- 2022 : Lastman Heroes : Sam Novich et voix additionnelles (création de voix)
- 2023 : Maniac par Junji Itō : Anthologie Macabre : Shigeki
- 2023 : Scissor Seven : le maitre de la patrouille volante et le voleur
- 2023 : Captain Laserhawk: A Blood Dragon Remix : Pagan Min et Gator
- 2024 : X-Men ’97 : Mojo (en)
- 2024 : Batman, le justicier masqué : Anton Night[n 23]
- 2024 : Arcane : Smeech (saison 2, épisode 2)
- 2024 : Véra : Scrappy-Doo[n 24] (saison 2)
- 2025 : #1 Happy Family USA (en) : Dan Daniels[n 25]

### Web-séries
- 2017 : La Petite Mort : voix additionnelles
- 2024 : La Petite Morte : Papa mort

### Jeux vidéo
- 2003 : Beyond Good and Evil : Issam / le commentateur des courses
- 2003 : Freedom Fighters : Bagzton
- 2004 : The Getaway: Black Monday : un policier de l'équipe
- 2004 : World of Warcraft : Shannox dans les Terres de feu (raid)
- 2005 : Batman Begins : voix additionnelles
- 2005 : Les Indestructibles : La Terrible Attaque du Démolisseur : voix additionnelles
- 2005 : Brothers in Arms: Earned in Blood : le caporal Franklin Paddock
- 2005 : Call of Duty 2 : le soldat MacGregor
- 2006 : Cars : Quatre Roues : Chick Hicks
- 2007 : Uncharted: Drake's Fortune : Eddy Raja
- 2008 : Brothers in Arms: Hell's Highway : le sergent Franklin Paddock
- 2008 : Lost : Les Disparus, le jeu vidéo : Hugo « Hurley » Reyes
- 2009 : Dragon Age: Origins : Bhelen Aeducan et voix additionnelles
- 2009 : Killzone 2 : Shawn Natko
- 2009 : Le Parrain 2 : voix de gangsters
- 2009 : Infamous : Zeke « Jedidiah » Dunbar
- 2009 : League of Legends : Xerath
- 2009 : Cars: Race-O-Rama : Chick Hicks
- 2010 : Mass Effect 2 : Mordin Solus et voix additionnelles
- 2010 : Metro 2033 : voix additionnelles
- 2010 : Spider-Man : Dimensions : Spider-Man Ultimate
- 2010 : Batman : L'Alliance des héros : Bat-Mite
- 2010 : Skate 3 : Giovanni Reda
- 2010 : World of Warcraft: Cataclysm : Shannox
- 2011 : Batman: Arkham City : Double-Face, sbires
- 2011 : Infamous 2 : Zeke « Jedidiah » Dunbar
- 2011 : Star Wars: The Old Republic : Le contrebandier masculin
- 2011 : The Next BIG Thing : Dan Murray
- 2011 : Warhammer 40,000: Space Marine : Leandros
- 2011 : The Witcher 2: Assassins of Kings : le vendeur de reliques du camp du roi Henselt
- 2011 : Fallout: New Vegas - Old World Blues : Dr Klein
- 2012 : Call of Duty: Black Ops II : Mike Harper
- 2012 : Dishonored : voix des gardes urbains
- 2012 : Forza Horizon : voix off (radio)
- 2012 : Mass Effect 3 : Mordin Solus et voix additionnelles
- 2012 : Skylanders: Giants : Glumshanks
- 2012 : Unit 13 : Alabama
- 2012 : Lego Le Seigneur des anneaux : Faramir
- 2013 : Battlefield 4 : Irish
- 2013 : Dead Rising 3 : Red
- 2013 : Lego City Undercover : Vinnie Pappalardo
- 2013 : The Last of Us : Tommy Miller
- 2013 : Skylanders: Swap Force : Glumshanks, Rufus et le conseiller Gillman
- 2013 : Disney Infinity : Luke Cage
- 2013 : Planes : Ned
- 2014 : Far Cry 4 : Paul « De Pleur » Harmon
- 2014 : Watch Dogs : Raul Lionzo, Alex Javorski (DLC : Bad Blood) et voix additionnelles
- 2014 : Skylanders: Trap Team : Glumshanks et Rizzo
- 2015 : Batman: Arkham Knight : Double-Face
- 2015 : Fallout 4 : voix additionnelles
- 2015 : The Order: 1886 : voix additionnelles
- 2015 : Need For Speed : Ken Block
- 2015 : Skylanders: SuperChargers : Glumshanks et Grizzo
- 2016 : Dead Rising 4 : voix additionnelles
- 2016 : Lego Marvel's Avengers : Clint Barton / Hawkeye[n 21]
- 2016 : Ratchet and Clank : un participant aux courses d'hoverboard
- 2016 : Uncharted 4: A Thief's End : Eddy Raja (multijoueur uniquement)
- 2016 : Killing Floor 2 : Mr Foster
- 2017 : Horizon Zero Dawn : voix additionnelles
- 2017 : Tom Clancy's Ghost Recon Wildlands : El Chido
- 2017 : Cars 3 : Course vers la victoire : Chick Hicks
- 2017 : Lego Marvel Super Heroes 2 : Stan Lee
- 2018 : Lego DC Super-Villains : Double-Face et Johnny Quick
- 2019 : Tom Clancy's Ghost Recon Wildlands : Opération Oracle : Cole D. Walker[n 26]
- 2019 : Rage 2 : voix additionnelles
- 2019 : Tom Clancy's Ghost Recon Breakpoint : Cole D. Walker[n 26]
- 2019 : Death Stranding : voix additionnelles
- 2020 : The Last of Us Part II : Tommy Miller
- 2021 : Far Cry 6 : Vaas Montenegro (scène post-générique[n 27] et DLC : La Folie de Vaas)
- 2022 : Call of Duty: Modern Warfare II : le Protecteur
- 2024 : Mortal Kombat 1 : le Protecteur
- 2024 : Warhammer 40,000: Space Marine 2 : voix additionnelles

### Émissions
- Miami Ink : Ami James
- La Nouvelle Vie de Tori Spelling : Dean Mac Dermott
- 2021 : Total Rénovation : Surprises de stars : lui-même (Jeremy Renner)

### Direction artistique

#### Films
- 2002 : Sex Is Zero
- 2005 : Snowboarding, les pionniers de l'extrême
- 2007 : Sukiyaki Western Django
- 2008 : Un Anglais à New York
- 2021 : Bingo Hell (en)
- 2022 : White Elephant
- 2023 : Showing Up
- 2023 : Ezra
- 2024 : Mon espion 2 : Mission Italie

#### Films d'animation
- 2017 : Opération Casse-noisette 2
- 2022 : Samouraï Academy
- 2022 : Les Monstres du foot
- 2022 : Beavis and Butt-Head Do the Universe
- 2022 : Tom et Jerry au Far West

#### Séries télévisées
- 2005 : Kitchen Confidential
- 2006-2007 : 30 Rock (saison 1 seulement, avec Jean Roche[2])
- 2015-2019 : Unbreakable Kimmy Schmidt
- 2016-2017 : Jean-Claude Van Johnson
- 2018-2024 : Magnum
- 2022 : The Kids in the Hall (saison 6)
- 2022-2024 : So Help Me Todd (en)
- 2023 : Yaratilan : La créature (mini-série)
- 2025 : Cassandra
- 2025 : Paradis City

#### Téléfilms
- 2020 : Unbreakable Kimmy Schmidt : Kimmy contre le révérend
- 2021 : Une famille surprise pour Noël
- 2023 : Meurtre en croisière

#### Séries d'animation
- 2016-2018 : Skylanders Academy
- 2019 : MMM
- 2021 : Tom et Jerry à New York
- 2022 : Angry Birds : Un été déjanté (en)
- depuis 2022 : Beavis et Butt-Head

## Adaptation
Jérôme Pauwels est également adaptateur.
Note : Les années inscrites en italique correspondent aux sorties initiales des films dont Jérôme Pauwels a assuré l'adaptation tardive.
Films
- 1968[n 28] : Thunderbird 6
- 2002 : Sex Is Zero
- 2002 : Ali G
- 2003 : Death of a Dynasty
- 2004 : R-Point
- 2004 : La Mutante 3
- 2005 : Boy Eats Girl
- 2005 : Les Aventures de Shark Boy et Lava Girl
- 2007 : Sukiyaki Western Django
- 2012 : The First Time
- 2015 : This Is Not a Love Story
- 2019 : Séduis-moi si tu peux !
- 2020 : Borat, nouvelle mission filmée
- 2023 : Ezra

Films d'animation
- 2011 : Ronal le Barbare
- 2014 : Opération Casse-noisette
- 2022 : Samouraï Academy
- 2022 : Tom et Jerry au Far West

Téléfilms
- 2004 : Terreur nucléaire
- 2017 : The Wizard of Lies

Séries télévisées
- Pour le meilleur et pour le pire (1 épisode)
- Les Experts : Miami (1 épisode)
- ReGenesis (saisons 1 et 2, 6 épisodes)
- Entourage (saisons 1 à 4, 17 épisodes)
- Kitchen Confidential (13 épisodes)
- Le Destin de Lisa (saison 1)
- Police maritime (13 épisodes)
- Phénomène Raven (saisons 3 et 4)
- Angela's Eyes (8 épisodes)
- Au fil de l'enquête
- 30 Rock (saison 1)
- Pour le meilleur et le pire (17 épisodes)
- Jonah from Tonga (en)
- Bella et ses ex (13 épisodes)
- The Beast (6 épisodes)
- Unbreakable Kimmy Schmidt
- Sneaky Pete

Séries d'animation
- JoJo's Bizarre Adventure (OAVs de 1993 et 2000[4],[5])
- American Dad! (saisons 2 et 3[6])
- Big Mouth
- Pete the Cat

## Voix off

### Publicités
- Conforama
- Panzani
- Documentaire
- Joblife : L'Histoire d'une équipe que personne ne voyait gagnante[7]

## Distinctions
Jérôme Pauwels a été lauréat de « l'étoile d'or de la meilleure voix masculine 2011 » du festival Voix d'étoiles de Port Lecate pour son interprétation du personnage Roscuro dans le film La Légende de Despereaux.
Également adaptateur de films en français, il reçoit en 2015 un prix de « l'Association des Traducteurs / Adaptateurs de l'Audiovisuel » pour sa version française du film d'animation Opération Casse-noisette.